# Giovanni Prelli
Giovanni Prelli, né le 16 février 1851 à Novara et mort le 16 juin 1919 à Bologne, est un général italien, qui s'est distingué sur le front italien pendant les premières phases de la guerre avec l'Empire austro-hongrois durant la Première Guerre mondiale.
À la tête de la 3e division, sur sa décision directe il traverse la rivière Isonzo en occupant Plava puis la forte position stratégique de la cote 383. Le général Pietro Frugoni, dont il dépendait en tant que commandant de la 2e armée, le fait démettre de son commandement par le chef d'état-major de l'armée royale, le général Luigi Cadorna. Après la guerre il est réhabilité et reçoit la croix de commandeur de l'ordre militaire de la Savoie.

## Biographie

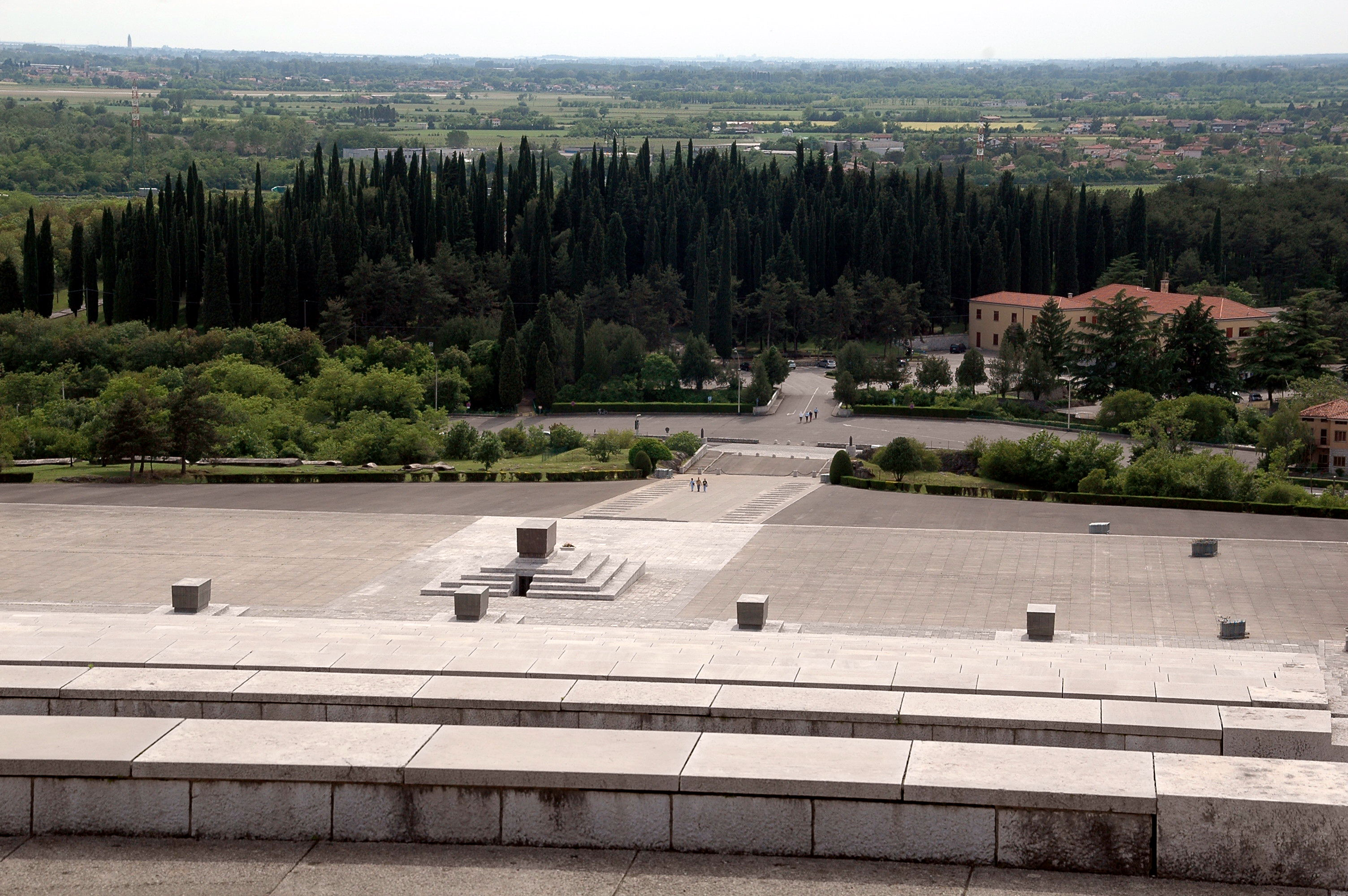
Vue en surplomb du sanctuaire
militaire de Redipuglia, avec la tombe du duc d'Aoste, et immédiatement derrière celles des généraux Antonio Edoardo Chinotto, Giuseppe Paolini, Fulvio Riccieri, Giovanni Prelli et Tommaso Monti.

Giovanni Prelli s'est engagé dans l'armée royale (Regio Esercito) et a fait une brillante carrière militaire. Devenu capitaine (capitano), il est envoyé au service du Corps royal des troupes coloniales d'Érythrée, et entre 1887 et 1891 il collabore à la création de la première carte de la colonie d'Érythrée, qui comprend le territoire situé entre Massaoua, Zoula, Asmara et Cheren.
En tant que major (maggiore), il a servi dans le 17e régiment d'infanterie de la brigade de Brescia, et en tant que lieutenant-colonel (tenente colonnello) dans le 54e régiment d'infanterie de la brigade d'Ombrie. Lorsqu'il est devenu colonel (colonnello), il a été commandant du 20e régiment d'infanterie, et a ensuite été commandant adjoint de l'École centrale de tir d'infanterie.
D'abord promu major-général (maggiore generale) , il devient ensuite lieutenant-général (tenente generale), occupe le poste de directeur général du personnel au ministère de la Guerre, puis prend le commandement de la division militaire territoriale d'Alexandrie le 30 septembre 1913.

Lorsque le royaume d'Italie entre en guerre le 24 mai 1915, il commande la 3e division, renforcée par les brigades de Ravenne et de Forlì, affectée au 2e corps d'armée de la 2e armée du général Pietro Frugoni. À la tête de la grande unité, il se distingue en traversant l'Isonzo sur un pont de pontons spécialement construit sous le feu de l'ennemi, en occupant Plava (8 et 9 juin) et en conquérant la position forte de la cote 383 (16 juin) lors de la première bataille de l'Isonzo. Ce succès conduit le général Frugoni à demander au commandant en chef de l'armée, le général Luigi Cadorna, d'être relevé de son commandement, ce qui est fait le 21 juin, date à laquelle il est transféré dans le district militaire d'Ancône. Il occupe ensuite le poste de chef de la commission des promotions spéciales au Commandement suprême. L'exonération de Prelli a rendu furieux le commandant du IIe corps d'armée, le général Ezio Reisoli, qui a protesté vigoureusement auprès de Frugoni, lequel a admis que, Prelli étant plus âgé que lui, il pouvait l'influencer puisqu'il avait été son subordonné. Peu après, Reisoli a également été exonéré de son commandement.
Après la fin de la guerre, il a été décoré de la croix de commandeur de l'ordre militaire de Savoie pour ses mérites.
Il meurt à Bologne le 16 juin 1919, son corps a d'abord été enterré dans le cimetière de la ville, ensuite déplacé en 1922, conformément à sa volonté, dans le cimetière militaire de Plava, connu depuis lors sous le nom de cimetière Prelli.
En 1935, S.A.R. Emanuele Filiberto, duc(a) d'Aosta et de Bologne, a été enterré dans le cimetière de la ville. Emmanuel-Philibert de Savoie, duc d'Aoste, ancien commandant de la 3e armée, fit déplacer sa dépouille mortelle de Plava à Redipuglia (frazione de la commune de Fogliano Redipuglia), enterrée dans l'un des cinq monolithes alignés au pied de l'escalier, immédiatement derrière le principal du duc. De ses mémoires, Carlo Luigi Bozzi imprima en 1938 le livre La 3ª Divisione alla conquista di Plava : dalle memorie del generale Giovanni Prelli, comandante della 3ª Divisione di fanteria (La 3e division à la conquête de Plava : d'après les mémoires du général Giovanni Prelli, commandant de la 3e division d'infanterie), publié par G. Paternolli à Gorizia.

## Distinctions
Commandeur de l'ordre militaire de Savoie - arrêté royal du 17 mai 1919
 Croix du Mérite de guerre
 Grand officier de l'ordre de la Couronne d'Italie
 Officier de l'ordre des Saints-Maurice-et-Lazare, 30 mars 1907
 Commandeur de l'ordre des Saints-Maurice-et-Lazare
 Médaille commémorative des campagnes d'Afrique
 Médaille commémorative de la guerre italo-autrichienne 1915-1918
 Médaille commémorative de l'Unité italienne
 Médaille italienne de la Victoire interalliée
 Médaille de la Mauricie - arrêté royal du 21 octobre 1916
 Croix d'or pour ancienneté de service (40 ans)

## Source
- (it) Cet article est partiellement ou en totalité issu de l’article de Wikipédia en italien intitulé « Giovanni Prelli » (voir la liste des auteurs).

### Note
1. ↑  Il a travaillé avec les capitaines Giuseppe Lavallea, Antonio Bonoldi et Antonio Scotti.